# Teatralnaïa (métro de Moscou)
Teatralnaïa (en russe : Театра́льная et en anglais : Teatralnaya) est une station de la ligne Zamoskvoretskaïa du métro de Moscou, située sur le territoire de l'arrondissement Tverskoï du district administratif central de Moscou.
Elle est mise en service en 1938, lors de la création de la ligne 2 du métro.

## Situation sur le réseau
Établie en souterrain, à 42 mètres sous le niveau du sol, la station Teatralnaïa est située au point 01+44,5 de la ligne Zamoskvoretskaïa (ligne 2 verte) entre les stations Tverskaïa (en direction de Khovrino) et Novokouznetskaïa (en direction d'Alma-Atinskaïa).
Des tunnels piétons permettent des correspondances avec : la ligne Sokolnitcheskaïa (ligne 1 rouge) via la station Okhotny Riad.

## Histoire
La station Teatralnaïa est mise en service le 11 septembre 1938, lors de l'ouverture à l'exploitation de la section de Sokol à Teatralnaïa qui forme la deuxième ligne du métro de Moscou.
Initialement appelée Place Sverdlov, la station est le projet d'architecte Ivan Fomine, qui meurt sans pouvoir le réaliser - elle a été achevée par l'un de ses élèves Leonid Poliakov (ru). La construction est composée de trois galeries sur pylônes en marbre soutenant un plafond en voute qui repose sur une corniche horizontale. La ligne y passe à 35 mètres de profondeur de chaque côté du quai central rectangulaire de 155 m de longueur et de 22,5 m de largeur. Le design comporte les éléments de l'ordre dorique.

## Services aux voyageurs

### Accès et accueil
Les sorties de Teatralnaïa donnent sur la place des Théâtres (Teatralnaïa) et la Place de la Révolution.